# Santarcangelo di Romagna
Santarcangelo di Romagna – miejscowość i gmina we Włoszech, w regionie Emilia-Romania, w prowincji Rimini.

## Demografia
Według danych na styczeń roku 2012 gminę zamieszkiwało 21 548 osób a gęstość zaludnienia wynosiła 477,9 os./km².

## Urodzeni w Santarcangelo di Romagna
- Lorenzo Ganganelli, późniejszy papież Klemens XIV